# پلاتزک ۲۱۷۹
سیارک ۲۱۷۹ (به انگلیسی: 2179 Platzeck، نامگذاری:1965MA) دو هزار و صد و هفتاد و نهمین سیارک کشف شده‌است که در ۲۸ ژوئن ۱۹۶۵ کشف شد.
قدر مطلق سیارک برابر ۱۱٫۵۰ است.